# BEXUS
BEXUS (Balloon Experiments for University Students, Ballon-Experimente für Universitätsstudenten) ist ein 2007 gegründetes deutsch-schwedisches Studentenprogramm für Ballonexperimente für Universitätsstudenten des Deutschen Zentrums für Luft- und Raumfahrt (DLR) und der Schwedischen Nationalen Raumfahrt-Behörde (SNSB). BEXUS ist dabei einer der beiden Programmschwerpunkte des REXUS/BEXUS Programms.

## Grundlagen
Bei dem Programm führen Studenten wissenschaftliche und technische Experimente mit Ballonen in der Stratosphäre durch. Die studentischen Projekte werden in Deutschland neben der DLR auch vom Zentrum für angewandte Raumfahrttechnologie und Mikrogravitation mit dem Fallturm Bremen organisatorisch unterstützt, das auch die Projektleitung mit der Betreuung der Experimente innehat. Die Starts der Stratosphärenballons führt die EuroLaunch vom Raumfahrtzentrum Esrange bei Kiruna in Schweden unter Beteiligung der Mobilen Raketenbasis (MORABA) durch. Die Höhenforschungsballons starten im Herbst und erreichen eine Höhe von 30 bis 35 Kilometern. Der Ballon ist ein Zodiac 12SF mit einem Volumen von 12.000 Kubikmetern. Die Gondel hat die Maße von 1,5 × 1,5 × 1,5 Meter und kann eine Nutzlast von bis zu 400 kg tragen. Die Versuche dürfen jeweils bis zu maximal 100 kg wiegen. In der Stratosphäre verbleiben die Versuche bis zu fünf Stunden und landen dann an einem Fallschirm.
Die Ballon-Nutzlast steht deutschen und schwedischen Studenten zu je 50 Prozent zur Verfügung, wobei inzwischen der schwedische Anteil durch Zusammenarbeit mit der European Space Agency auch Studenten der übrigen ESA-Mitgliedsstaaten zur Verfügung steht. Die Kosten für die deutschen Experimente trägt das Bundesministerium für Wirtschaft und Energie.
Für ähnlich gelagerte Raketenexperimente für die Weltraumforschung gibt es von den gleichen Trägern das REXUS-Programm.

## BEXUS-Flüge (Auswahl)
BEXUS 1
Der erste BEXUS-Flug (BEXUS 1) startete am 25. November 2002 um 15:53 UTC (Koordinierte Weltzeit).
BEXUS 2
Der zweite BEXUS-Flug (BEXUS 2) startete am 26. Februar 2004 um 10:57 (Koordinierte Weltzeit).
BEXUS 3
Der dritte BEXUS-Flug (BEXUS 3) startete am 22. März 2005 um 15:21 (Koordinierte Weltzeit).
BEXUS 4
BEXUS 4 startete am 19. Juni 2006 um 11:13 UTC (Koordinierte Weltzeit).
BEXUS 5
BEXUS 5 startete am 28. März 2007 um 11:05 UTC (Koordinierte Weltzeit).
BEXUS 6
BEXUS 6 startete am 8. Oktober 2008.
BEXUS 7
BEXUS 7 startete auch am 8. Oktober 2008.
BEXUS 8
BEXUS 8 startete am 10. Oktober 2009 um 10.04 Uhr (MEZ) und erreichte eine Höhe von 27 km.
Als einziges studentisches Experiment war MATI (Measurement of Atmospheric Turbulence with combined Instruments) des Leibniz-Instituts für Atmosphärenphysik (IAP) an der Universität Rostock an Bord. Es füllte fast die gesamte BEXUS-Gondel aus, weil mit seinen 32 Kilogramm 80 % des Gewichts von 40 kg vereinnahmte. MATI untersuchte mit drei unterschiedlichen Methoden während des Ballonaufstiegs und -flugs kleinsträumige Turbulenzen der oberen Atmosphäre durch kontinuierliche Messungen der Temperatur sowie der Geschwindigkeit des Windes.
Zusätzlich flogen nur noch zwei DLR-interne-Technologieexperimente zur Antennenentwicklung mit.
BEXUS 9
BEXUS 9 startete am 11. Oktober 2009 und erreichte eine Höhe von 24 km.
BEXUS 10
Der Bexus-10-Flug startete am 9. Oktober 2010 um 3:07 Uhr (Mitteleuropäische Sommerzeit)
Beim BEXUS-10-Flug flogen drei Experimente mit:
- CASS-E[19] (oder CASS•E) (Cranfield Astrobiological Stratospheric Sampling Experiment[20]) von Studenten der Universität Cranfield unter Leitung von Professor David Cullen[21] untersuchte die Stratosphäre auf das Vorhandensein von mikrobiologischen[22] oder organischem Material,[23][24] wie etwa Bakterien[25][26] und Einzellern.[27] Das Experiment bestand aus einer Pumpe, die Luft aus der Stratosphäre durch verschiedene Analysefilter presst.[28] Da sich jedoch die Bio-Barrieren nicht öffnen ließen, konnten keine Proben gesammelt werden.[29]
- I-BATE[30] (ISU Balloon Air Traffic Control Experiment) von der International Space University Straßburg testete den Empfang von Telemetriedaten der Flugzeuge im näheren Umfeld des Forschungsballons. Es wurde untersucht, ob mithilfe der Automatic Dependent Surveillance die Signale für Flugsicherung aus dem Weltraum bereitgestellt werden können, die von zivilen Flugzeugen ausgestrahlt wurden. Der Nachtflug war jedoch nicht ideal, da zu wenige Flugzeuge und deren Daten verfolgt werden konnten, um den Sättigungsgrad des Detektors zu testen.[29]
- SCRAT[31][32] (Spherical Compact Rechargeable Air Thruster)[33] - Das Experiment der Universität Padua erprobte einen Kaltgasantrieb, bei dem durch den Auslass von komprimierter Luft Antriebskraft erzeugt wird.[34] Das Experiment wurde während des gesamten Fluges durchgeführt. Im Nachgang fanden weitere Analysen statt, die es dem Team ermöglichten, die Leistung des Triebwerks zu bewerten.[29][35][36]

BEXUS 11
Der Bexus-11-Flug startete am 23. November 2010 und erreichte eine Höhe von 33,2 km.
Bei diesem Flug flogen vier Experimente mit:
- LAERTES (Characterization of the radiative environment at high altitude by measuring neutron flux) der Universität Montpellier 2 aus Frankreich
- SCOPE 2.0 (Stabilized Camera Observation Platform Experiment) der Technischen Universität Warschau, Polen
- PERDAIX (Proton Electron Radiation Detector) der RWTH Aachen, Deutschland
- RETA (Radiation Exposure in The Atmosphere) der Christian-Albrechts-Universität zu Kiel, Deutschland

BEXUS 12
Der Bexus-12-Flug startete am 25. September 2011.
Bei diesem Flug flogen nur zwei Experimente mit:
- CoCoRAD (Combined TriTel/Pille Cosmic Radiation and Dosimetric Measurements) der Technischen und Wirtschaftswissenschaftlichen Universität Budapest, Ungarn
- LITOS (Leibniz Institute Turbulence Observations in the Stratosphere) der Universität Rostock

BEXUS 13
Der Bexus-12-Flug startete am 26. September 2011.
Bei diesem Flug flogen vier Experimente mit:
- ARCADE (Autonomous Rendezvous Control And Docking Experiment) – Universität Padua, Italien
- MARVel (Martian Airborne Research Vehicle) – Technische Universität Luleå, Schweden
- RETA (Radiation Exposure in The Atmosphere) – Christian-Albrechts-Universität in Kiel, Deutschland
- VEXREDUS (Vehicle EXtended Reentry Duration) – Universität Stuttgart, Deutschland

BEXUS 20
Der Forschungsballon BEXUS 20 startete am 10. Oktober 2015 um 11:17 Uhr MESZ. Das wissenschaftliche Augenmerk lag auf der Messung von Teilchen und Strahlung in der Stratosphäre.
Als deutsches Experiment flog COSPA (Collection Of Stratospheric aerosol PArticles for a better understanding of the development of Polar Stratospheric Clouds) von Studenten der Technischen Universität Darmstadt und der Hochschule Darmstadt mit. Bei dem Experiment wurden Partikel auf zwei hintereinander angeordnete Probenträger aufgesogen, die sich in der Stratosphäre befanden. Der vordere hielt die größeren Teile fest, während die kleineren zum zweiten Probenträger weiterflogen. Von dieser Versuchsanordnung existierten zwölf Probenträgerpaare, die eine Probennahme in verschiedenen Höhen und Flugphasen ermöglichten. Ziel des Experiments war es, die Entstehung und Zusammensetzung von polaren Stratosphärenwolken zu untersuchen.
Weitere Experimente dieses Fluges waren
- HACORD (High Altitude Cosmic Ray Detector) von der Universität Antwerpen in Belgien, die den Fluss und die Winkelverteilung der kosmischen Strahlung in verschiedenen Höhen durch vier Geiger-Müller-Röhren maßen.[41][42] Dies war das erste flämische Projekt innerhalb des Bexus-Programms[43]
- CPT-SCOPE (Cosmic Particle Telescope), einem Gemeinschaftsprojekt von Studierenden der Norwegischen Universität für Wissenschaft und Technologie Trondheim[44] sowie der Freien Universität Berlin, der Technischen Universität Berlin und der Beuth Hochschule für Technik Berlin mit dem Ziel die Messung von Elektronen und Protonen der Stratosphäre mit Hilfe eines Sensors mit neuartiger strahlenfester integrierter Schaltung[45] zu untersuchen.[40] Der Versuchsverlauf gilt als gelungen.[41]

BEXUS 21
Trotz der höheren Nummer startete der Forschungsballon BEXUS 21 schon am 7. Oktober 2015 um 10:31 Uhr von Esrange.
- Die Technische Universität Dresden entsandte eine aufblasbare Antennenstruktur mit dem Experiment InTex (Inflatable textile based antenna systems and structures)[46] in die Stratosphäre, um die Aushärtung des Stoffes für den späteren Einsatz auf Satelliten im All zu testen.[1] Zwei Jahre später wurde mit dem REXUS-Programm auch eine größere aufblasbare Antenne in All geschickt.[47]
- Studenten der Technischen Universität Breslau untersuchten mit FREDE[48][49] 2015 (Freon Decay Experiment[50][51]), um den Zerfall von Fluorchlorkohlenwasserstoffen (FCKW) zu erforschen, die für die Zunahme des Treibhauseffekts verantwortlich gemacht werden.
- Ein weiteres Experiment wurde von der Universität Sevilla gestellt, das die kabellose Übertragung von Messdaten von Sensoren innerhalb der Ballongondel und die Verwendung von Smartphones als Datenaufzeichnungsplattform für Stratosphärenflüge experimentell testete.[46][52]

BEXUS 22
BEXUS 22 startete am 5. Oktober 2016 um 15:33 (MEZ). Der Flug erreichte mit 32.356 Metern die höchste bis dahin von einem BEXUS-Ballon erreichte Höhe.
BEXUS 23
BEXUS 23 startete am 7. Oktober 2016 um 09:08 und flog 32.285 Meter hoch.
BEXUS 24
BEXUS 24 startete am 18. Oktober 2017. Der Countdown zum Start musste auf Grund eines Schneesturms eine Stunde vor dem geplanten Start abgebrochen werden. Nachdem sich das Wetter beruhigt hatte, startete der Countdown erneut und der Ballon erhob sich um 13:29 Uhr (MEZ) in den blauen Himmel. Der Ballon erreichte eine Höhe von ungefähr 26,4 km.
BEXUS 25
Der BEXUS 25-Start fand am 20. Oktober 2017 um 10:26 (MEZ) statt. Nach einem langen Flug mit aber nur einer geringen erreichten Höhe von 25,85 km landete der Ballon im Norden von Finnland.
 BEXUS 26
BEXUS 26 startete am 17. Oktober 2018 um 7:40. Der Flug erreichte eine maximale Höhe von 27.499 Metern.
Mit an Bord war das Experiment BEXUS-IMUFUSION (Inertial Measurement Unit, IMU) der Hochschule Nordhausen. Unter Betreuung von Matthias Viehmann und Klaus-Peter Neitzke wollten Studenten des Instituts für Informatik, Automatisierung und Elektronik (IAE) mit dem Experiment die Entwicklung eines Systems zur Aufnahme inertialer Messdaten in einer weltraumnahen Umgebung testen, das sich durch ein Redundanzkonzept, hohe Zuverlässigkeit und Messgenauigkeit sowie Berechnung der Trajektorie auszeichnet.
BEXUS 27
Der Start von BEXUS 27 folgte einen Tag nach dem Start von Bexus 26 um 08:42 (MEZ) morgens und erreichte eine maximale Flughöhe von 27,7 km.
BEXUS 28
BEXUS 28 startete am 25. Oktober 2019 um 06:21 (MEZ). Mit an Bord waren zwei Versuche der Technischen Universität Dresden.
BEXUS 29
BEXUS 29 startete zwei Tage vor BEXUS 28 am 23. Oktober 2019 um 06:33 (MEZ).
 BEXUS 30
BEXUS 30 startete am 30. September 2021. Die Flugzeit betrug gut 5 Stunden, die maximale Höhe 27 km, die minimale Temperatur minus 61 Grad Celsius und der minimale Luftdruck 10 mbar.
Ein Projekt war das Experiment BEXUS-ELFI (Extremely Low Frequency and Inertial Measurement Unit, IMU), welches dem Experiment BEXUS-IMUFUSION folgte. Dabei agierten Studierende der Hochschule Nordhausen. Im Mittelpunkt von ELFI steht die Messung extrem niederfrequenter Felder im Bereich bis 100 Hz. Matthias Viehmann und Klaus-Peter Neitzke stehen dem Team als Senior Scientists zur Seite. Die Auswertung der 312 Megabyte aufgezeichneten Daten erfolgt in Anschluss an den Flug. Zusätzlich mit an Bord waren Experimente der Technischen Universität Danzig, der Universität Padua und der Universität von Thessaloniki.
 BEXUS 31
BEXUS 31 startete einen Tag vor BEXUS 30 am 29. September 2021.
Im Ballon waren neben zwei Experimenten von portugiesischen Universitäten die Experimente FaNS (Fast Neutron Spectrometer) der Christian-Albrechts-Universität zu Kiel und MASS (Manufacturing of Structures in Space) von der Hochschule für angewandte Wissenschaften München. FaNS ist ein leichtes und kompaktes Instrument zur Bestimmung des Flusses schneller Neutronen in der Erdatmosphäre. Es besteht aus einem mit Bor dotierten Kunststoffszintillator, der für den Energiebereich von ca. 0,5MeV bis über 10MeV optimiert ist. MASS testet Versteifungsmethoden von aufblasbaren Strukturen, die potenziell in Raumfahrtanwendungen eingesetzt werden können.
 BEXUS 32
BEXUS 32 startete am 24. September 2023. Im Ballon waren neben Experimenten der Polytechnische Universität Madrid, der Hautes Ecoles Spécialisées Genève, der Universität La Sapienza aus Rom auch das Experiment SBGA (miniaturised multi Sensor Box for spaceborne Geodetic Applications) Technischen Universität München vertreten.
 BEXUS 34/35
Vom Deutschen Zentrum für Luft- und Raumfahrt (DLR) sowie von der Europäischen Raumfahrtagentur (ESA) gab es den Zuschlag für ein weiteres studentisches Experiment am Stratosphärenballon im Oktober 2024 in Esrange (Kiruna, Nordschweden). Das aktuelle Experiment BEXUS-ARESONUS ist nach BEXUS-IMUFUSION und BEXUS-ELFI das dritte Projekt, welches Nordhäuser Studierende in der obersten Liga des Europäischen Programms für Universitäten und Hochschulen in der Luft- und Raumfahrt realisieren dürfen. Gemessen werden soll Infraschall bis etwa 20 Hz während des gesamten Ballonfluges.